# Рамень (Тверская область)
Рамень — деревня в Рамешковском районе Тверской области.

## География
Находится в восточной части Тверской области на расстоянии приблизительно 12 км на север-северо-запад от районного центра поселка Рамешки.

## История
Основана в годы столыпинской реформы. В советское время работали колхозы «Красная отрада», «Новь», совхоз "Горский, подсобные хозяйства Калининского вагоностроительного и Подольского машиностроительного заводов. В 2001 году в деревне 3 дома постоянных жителей и 8 — собственность наследников и дачников. До 2021 входила в сельское поселение Некрасово Рамешковского района до их упразднения.

## Население
Численность населения: 70 человек (1936), 9 (1989), 2 (русские 100 %) в 2002 году, 4 в 2010.